# Зам'ятницька сільська рада
Зам'я́тницька сільська́ ра́да — адміністративно-територіальна одиниця та орган місцевого самоврядування в Чигиринському районі Черкаської області. Адміністративний центр — село Зам'ятниця.

## Загальні відомості
- Населення ради: 353 особи (станом на 2001 рік)

## Населені пункти
Сільській раді підпорядковані населені пункти:
- с. Зам'ятниця
- с. Деменці

## Склад ради
Рада складається з 12 депутатів та голови.
- Голова ради: Григора Галина Іванівна
- Секретар ради: Педан Наталя Павлівна

### Керівний склад попередніх скликань
| Прізвище, ім'я, по батькові | Основні відомості                                                                       | Дата обрання | Дата звільнення |
| --------------------------- | --------------------------------------------------------------------------------------- | ------------ | --------------- |
| Канюка Любов Миколаївна     | Сільський голова, 1958 року народження, освіта середня спеціальна                       | 26.03.2006   | 31.10.2010      |
| Канюка Любов Миколаївна     | Сільський голова, 1958 року народження, освіта середня спеціальна, член Партії регіонів | 31.10.2010   |                 |
| Григора Галина Іванівна     | Сільський голова                                                                        |              |                 |

Примітка: таблиця складена за даними сайту Верховної Ради України

### Депутати
За результатами місцевих виборів 2010 року депутатами ради стали:

#### За суб'єктами висування
| Суб'єкт висування               | Кількість обраних депутатів | %    |
| ------------------------------- | --------------------------- | ---- |
| Самовисування                   | 11                          | 91,7 |
| Політична партія «Наша Україна» | 1                           | 8,3  |

#### За округами
| № округу                        | Прізвище, ім'я, по батькові   | Дата визнання обраним | Освіта  | Партійна приналежність                | Відомості про обраного депутата                                                    |
| ------------------------------- | ----------------------------- | --------------------- | ------- | ------------------------------------- | ---------------------------------------------------------------------------------- |
| Політична партія «Наша Україна» |                               |                       |         |                                       |                                                                                    |
| 9                               | Зінченко Микола Іванович      | 04.11.2010            | середня | член Політичної партії «Наша Україна» | ТОВ «Церматт», механізатор                                                         |
| Самовисування                   |                               |                       |         |                                       |                                                                                    |
| 1                               | Яремака Антон Іванович        | 04.11.2010            | вища    | член Партії регіонів                  | пенсіонер                                                                          |
| 2                               | Орлюк Тамара Андріївна        | 04.11.2010            | вища    | член Партії регіонів                  | Зам'ятницька сільська рада, рахівник-касир                                         |
| 3                               | Кобилко Наталія Михайлівна    | 04.11.2010            | середня | член Партії регіонів                  | тимчасово не працює                                                                |
| 4                               | Семчак Людмила Віталіївна     | 04.11.2010            | вища    | член Партії регіонів                  | Чигиринський терцентр обслуговування пенсіонерів, соціальний робітник              |
| 5                               | Григора Олексій Васильович    | 04.11.2010            | вища    | член Партії регіонів                  | тимчасово не працює                                                                |
| 6                               | Ткач Михайло Якович           | 04.11.2010            | вища    | член Партії регіонів                  | пенсіонер                                                                          |
| 7                               | Зубенко Василь Іванович       | 04.11.2010            | середня | член Партії регіонів                  | тимчасово не працює                                                                |
| 8                               | Гончаренко Ганна Іванівна     | 04.11.2010            | середня | позапартійна                          | пенсіонер                                                                          |
| 10                              | Крохмаль Анатолій Григорович  | 04.11.2010            | вища    | член Партії регіонів                  | приватний підприємець                                                              |
| 11                              | Швед Ірина Геннадіївна        | 04.11.2010            | вища    | член Партії регіонів                  | Зам'ятницький фельдшерсько-акушерський пункт, завідувач                            |
| 12                              | Макаренко Людмила Анатоліївна | 04.11.2010            | вища    | член Партії регіонів                  | Чигиринський територіальний центр обслуговування пенсіонерів, соціальний працівник |

## Природно-заповідний фонд
Зам'ятницька сільська рада є землекористувачем (землевласником), у віданні якого перебуває ботанічний заказник місцевого значення «Зам'ятницький».